# تشارلز س. شيبرد
تشارلز س. شيبرد (بالإنجليزية: Charles C. Shepard)‏ هو عالم أحياء دقيقة أمريكي، ولد في 18 ديسمبر 1914، وتوفي في 18 فبراير 1985.